# Парк культуры и отдыха имени Богдана Хмельницкого (Львов)

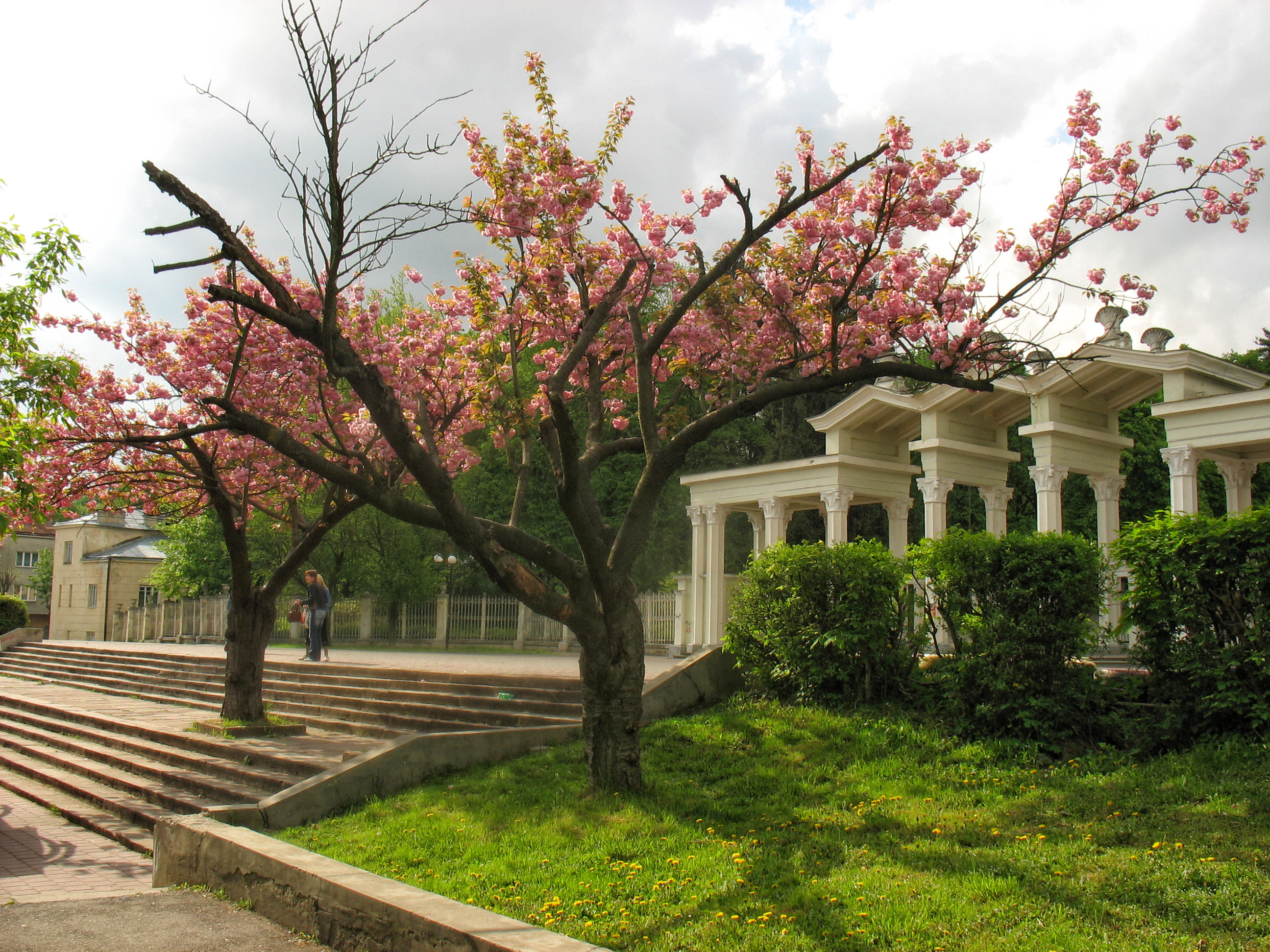
Парк культуры и отдыха имени Богдана Хмельницкого

Парк культу́ры и о́тдыха и́мени Богда́на Хмельни́цкого (укр. Парк культури імені Богдана Хмельницького) — парк во Львове (Украина), памятник садово-паркового искусства местного значения (с 1984). Расположен между улицами Стрыйской, Героев Майдана и Витовского (бывшая Дзержинского). В верхней части парк культуры примыкает к Монументу Славы, улица Стрыйская отделяет его от Стрыйского парка, а улица Витовского — от Цитадели. Общая площадь 26 га.

## История

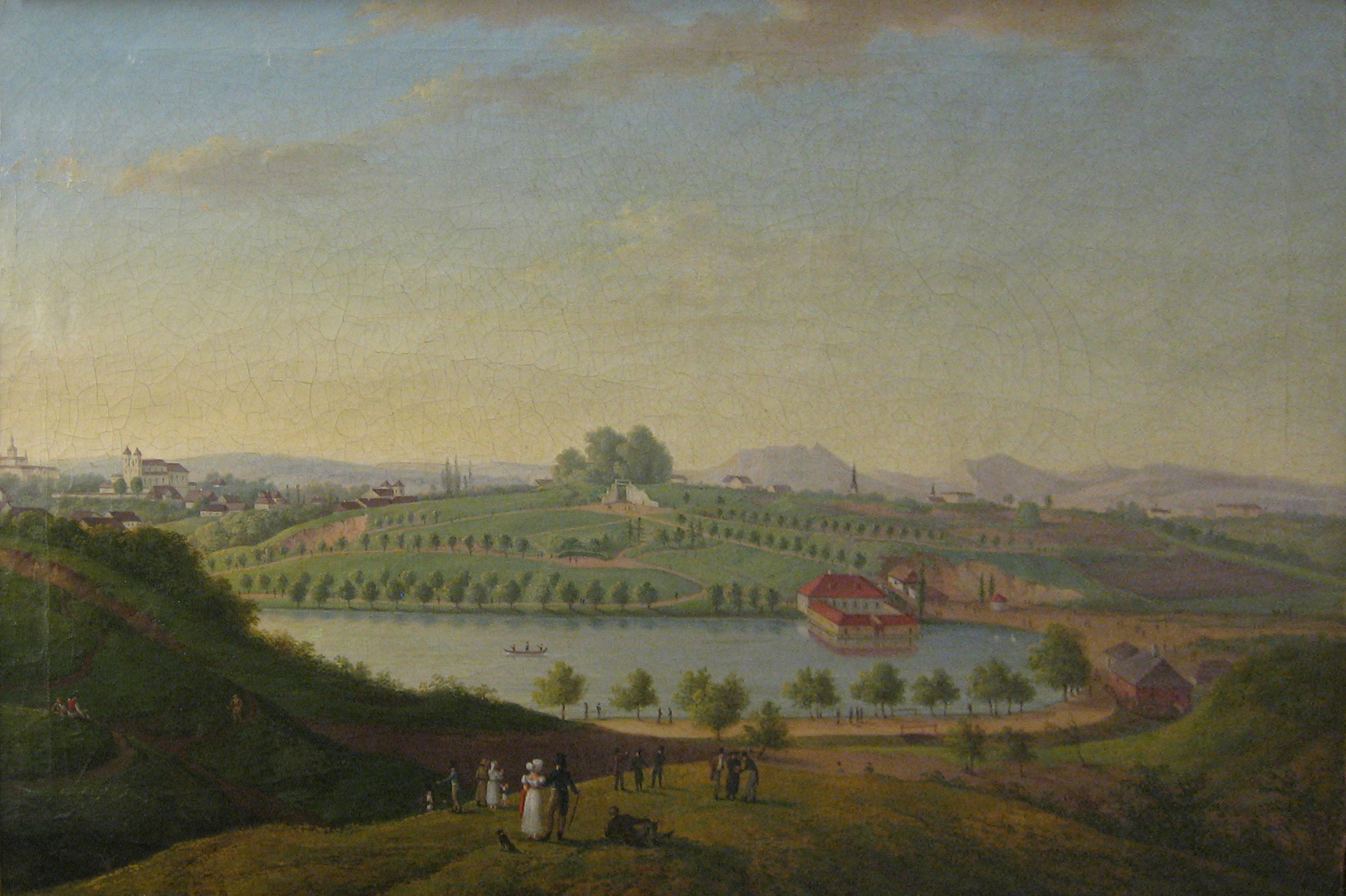
Пелчинский пруд в 1824 году

В XIX веке в районе нынешнего парка культуры находился Пелчинский пруд, питаемый ручьём, стекающим с Вулецких холмов. Пелчинский пруд впадал в реку Сороку, здесь была так называемая военная купальня. Здесь гуляла городская знать, была купальня, а зимой каток. 14 сентября 1845 года здесь состоялось грандиозное благотворительное шоу в пользу пострадавших от наводнения Полтвы. К началу XX века Пелчинский пруд пересох, в 1921 году его окончательно засыпали, и ко времени закладки парка на его месте было кладбище. Парк культуры был заложен в советский период, в 1951 году, ради чего часть захоронений были перенесены, а остальные - уничтожены. В партерной части парка были построены фонтаны и арки над входом (автор арки — архитектор Г. Швецко-Винецкий), а центральная аллея поднималась вверх к построенному позже Монументу Славы. До 1965 года в верхней части парка работала сельскохозяйственная выставка.
В парке были также устроены аттракционы (в том числе обзорное «Чёртово колесо», с которого открывается панорама города), кинотеатр «Дружба» (ныне недействующий, архитектор С. Соколов), концертно-развлекательный центр «Романтик» (1979, архитекторы М. Ткач и В. Блюсюк), стадион «Юность» на 4 тысячи зрителей, летняя эстрада.

## Современное состояние
Парк продолжает оставаться одним из наиболее благоустроенных в городе. На протяжении года, особенно в тёплое время, в парке проводятся общегородские торжества, выступления художественной самодеятельности, гулянья, молодёжные дискотеки, спортивные соревнования.
Ежегодно в последние выходные июня в парке культуры и отдыха им. Хмельницкого проходит Международный джазовый фестиваль Leopolis Jazz Fest, который по рейтингу влиятельного британского издания The Guardian признан одним из лучших джазовых фестивалей Европы.
В рамках подготовки к европейскому чемпионату по футболу 2012 года, стадион «Юность» должен быть реконструирован, чтобы дать возможность тренироваться командам-участницам.

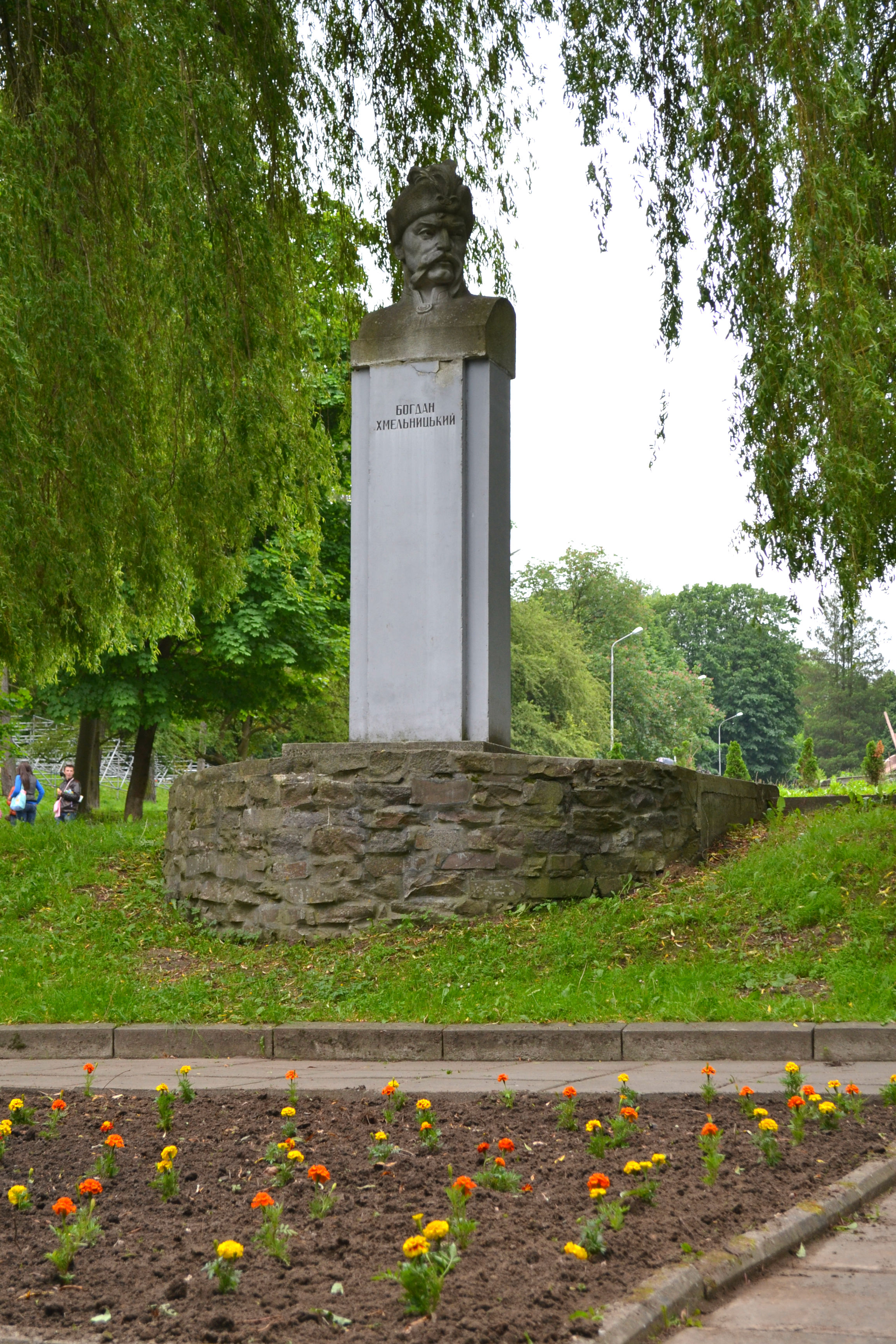
Памятник Богдану Хмельницкому
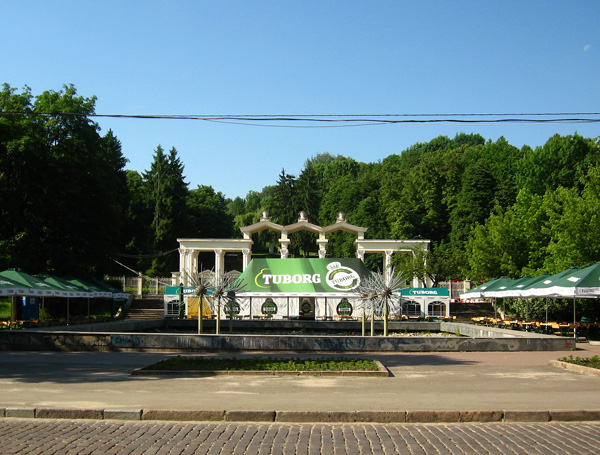
Вход в парк
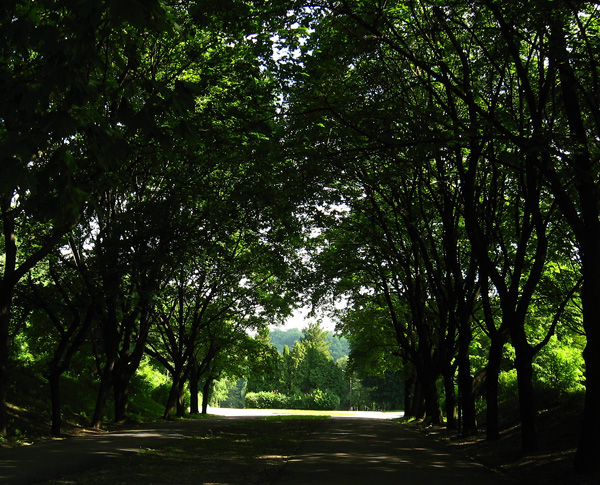
Центральная аллея
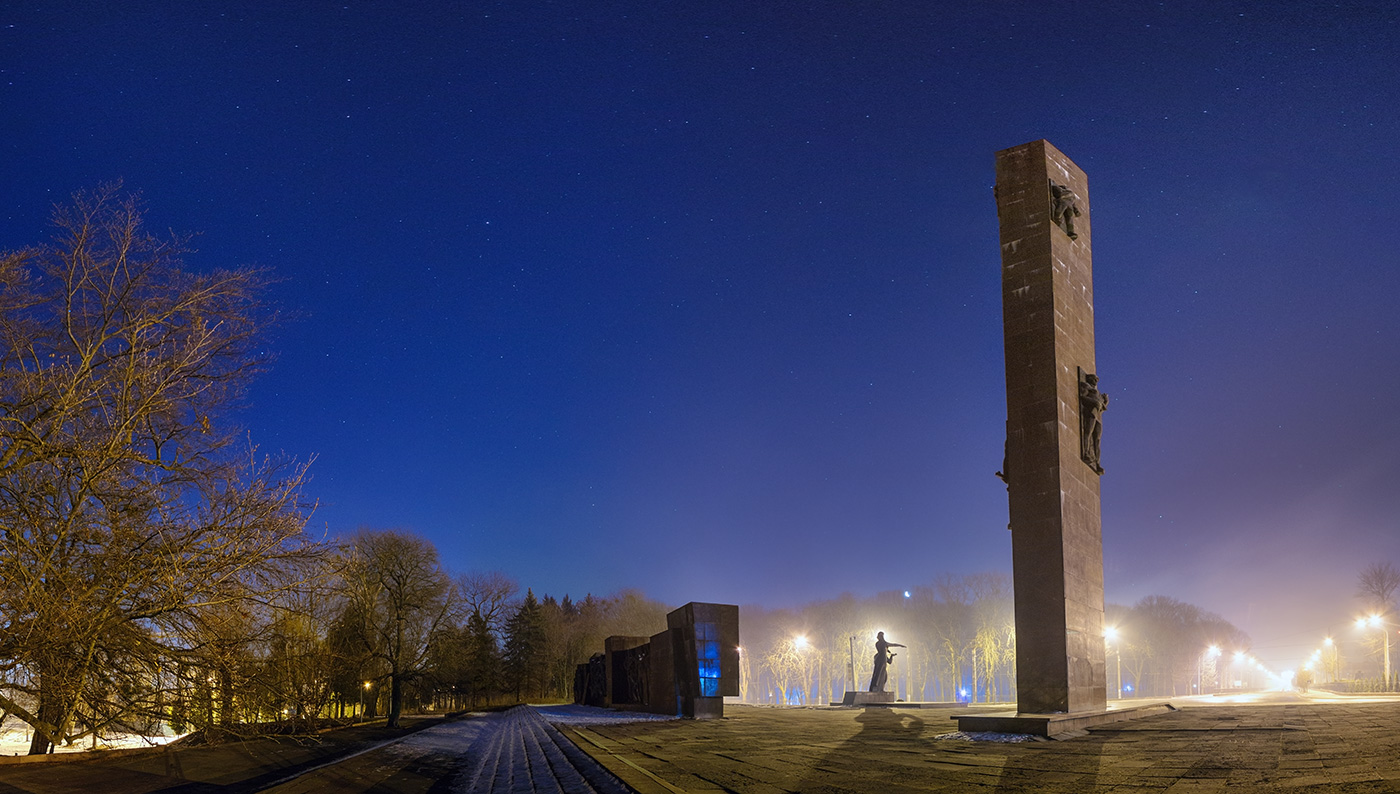
Ночной вид
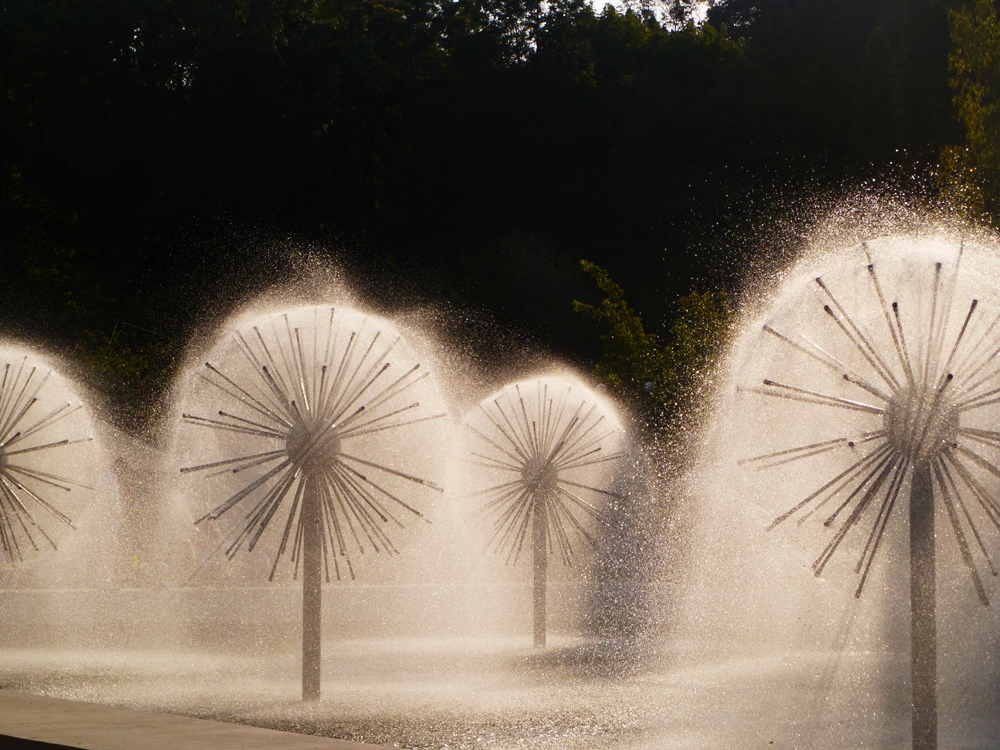
Фонтан перед входом в парк